# Чуваши
Чува́ши (самоназвание — чув. чӑвашсе́м, ед. ч. чӑва́ш) — тюркский народ численностью в мире в 1 111 600 (2023) человек, из них в России — 1 067 139 (согласно результатам переписи 2021 года). В Чувашской Республике проживает больше половины всех чувашей, живущих в России, остальные проживают почти во всех регионах России, а небольшая часть — за её пределами, наибольшие группы в Казахстане, Узбекистане и Украине.
Чуваши делятся на три основные этнографические группы: верховые чуваши (вирья́л) — северо-запад Чувашии; средненизовые чуваши (ана́т енчи́) — северо-восток Чувашии; низовые чуваши (анатри́) — юг Чувашии и за её пределами.
Чувашский язык является единственным живым представителем булгарской группы тюркских языков. Имеет два диалекта: верховой («окающий») и низовой («укающий»).
Основное вероисповедание большинства религиозной части чувашей — православное христианство, есть приверженцы чувашской традиционной веры, а также небольшое число мусульман.

## Происхождение этнонима
Впервые в документах русской администрации этноним чюваша применен к бесермянам в 1511 г. Этноним чуваша, впервые применённый к современному чувашскому народу, встречается в книге С. Герберштейна «Записки о Московии» (1521 г.)".
Долгое время, то есть с конца XIX века, происхождение этнонима связывали с названием племени суваз. В записках арабского путешественника ибн-Фадлана от 922 г. упоминается племя суваз (по другим данным, суван или сувар) в Волжской Булгарии, не желавшее принимать ислам. Исследователи (Ковалевский А. П., Ашмарин Н. И. и другие) отмечают, что арабское «с» часто заменяет отсутствующий в арабском языке звук «ч», поэтому сувазы есть те самые чуваши, которые так и остались со своими древними верованиями. То есть, согласно этому толкованию, самоназвание чăваш восходит напрямую к этнониму части «булгароязычных» тюрок: *čōš → čowaš/čuwaš → čovaš/čuvaš.
Н. И. Золотницкий приводит этнонимы, которыми называли соседние народы друг друга: «…луговые Черемисы зовут Татаръ Суас (то есть „Чувашами“), а Чувашъ, также как и своих горных единомышленников — курук мари (то есть „горными жителями“)». Речь идёт о «ясачных татарах», то есть об ассимилированном татарами чувашском (суварском) населении, проживающем в Прикамье. По-видимому, марийское суас, относимое сегодня к татарам, и суасламары («чуваши») есть всего лишь искажённая передача слова «чуваш», так как именно земли севернее нижнего течения Камы назывались ранее «Чувашской даругой». Филолог Н. И. Ашмарин предполагал, что слово суас в этих языках — это заимствованная более ранняя форма этнонима чӑваш.
Существуют работы, в которых упоминается, что мордовские племена называли чувашей ветьке: «Чуваши, которые такоже Чуваша, а по Мордовски Вьедеке называются, свойственное татарам имя удерживают и выговаривают оное Татарам». В этом случае идёт наложение на чувашей древнего предания об обитавших в Алатырском, Ардатовском и Буинском районах двух мордовских племен — кельмаз и ветьке.
Согласно неподтверждённой теории, слово чӑваш впервые упомянуто в китайских хрониках в качестве кюеше или цзюеше в 201 году до н. э.; это воспринимается как первое упоминание чувашей той частью исследователей, которая считает их потомками покорённых племенами хунну в конце I века до н. э. динлинов. В настоящее время эта гипотеза не принимается за правду по той причине, что в Мешхедской рукописи Ибн Фадлана закралась опечатка — лишняя точка над знаком, в результате чего повсеместно используемый этноним سوار сувар, стал читаться как سوان суван и истолкован как سواز суваз.
По мнению волго-уральского мусульманского учёного и татарского суфия Мухаммед-Мурада Рамзи в историческом труде «Талфик ал-ахбар ва талких ал-асар фи вакаи' Казан ва Булгар ва мулук ат-татар» говорится о том, что в названии «чуваш» имеется в виду не этническое, а конфессиональное обозначение
Из-за отсутствия общепринятого мнения об этнониме чувашей, в ход идут также версии происхождения самоназвания чувашей от созвучных слов. Например, по гипотезе языковеда Ю. Немета, «…тюркский этноним чăваш („чуваш“) идентичен волжско-тюркскому слову živaš („спокойный, скромный, мирный“). То же следует сказать и о киргизском родовом названии živaš = чăваш. У нижних кумадинцев есть род чабаш („мирный, миролюбивый, медленный“). Все три последних имени принадлежат к одной семантической группе, представляя собой своеобразные прозвища». Всю совокупность этого подвластного и платившего подати Золотой Орде и Казанскому ханству мирного земледельческого населения булгары и кипчаки именовали «чувашами».

## Этногенез
Чувашский язык принадлежит к булгарской группе, которая первой отделилась от ствола тюркских языков на рубеже эр в результате миграции на запад. Согласно одной из наиболее распространённых научных версий, носители древнечувашского языка были тюркоязычным кочевым народом, представлявшим собой западное крыло хуннов и проживавшим в Центральной Азии. Ко II—III векам нашей эры осели на Северном Кавказе. В VII—VIII веках с другими булгарскими племенами переместились в Среднее Поволжье, где ассимилировали проживавшие здесь финно-угорские племена.
По одной из версий, этноним чуваш связан с названием савиров (греч. Σάβιροι) — кочевого гуннского племени, в V веке вытесненного аварами на Северный Кавказ. Согласно чувашским легендам и историческим преданиям, предки чувашей переместились с юга, с Кавказа и называли себя суварами и булгарами. Наиболее позднее употребление этнонима сабир (Säβίr) можно встретить у Аль-Мас’уди, который относит их к подданным Хазарского каганата. Окончательный исход савир с Кавказа произошёл лишь в XIV веке. Фиксируется этот исход с распространением надгробных памятников 2-го типа в Поволжье из Дагестана. Традиция их использования у чувашей просуществовала в Поволжье вплоть до указа Российского Сената 1749 г. «О преследовании чувашей и других инородцев за переход в магометанство».

## Численность и расселение

Демографическая пирамида чувашей в 2021

Численность чувашей со времени присоединения к русскому государству до распада СССР постепенно росла. После 1991 года рост прекратился и началось значительное сокращение (ассимиляция) чувашского населения.
По данным переписи 1897 года, численность чувашей в Российской империи составляла 843 755 человек.
В 1989 году в СССР проживало 1 842 300 чувашей (наибольшая численность за всё время). 
В 2002 году в Российской Федерации количество чувашей сократилось до 1 637 094; в 2010 году — до 1 435 872; в 2019 году — до 1 223 395 человек. 
Согласно переписи 2021 года, чувашей в Российской Федерации осталось всего 1 067 000 человек.

## Антропологические типы чувашей
Сложный антропологический состав чувашского народа, в котором отчётливо устанавливаются различные антропологические компоненты, свидетельствует о сложности его этнического формирования. С точки зрения антропологии верховые чуваши заметно отличаются от низовых чувашей.
Первые исследование антропологических типов верховых чувашей было проведено экспедицией Института антропологии Московского университета под руководством П. И. Зенковича в 1936 г. при участии Т. А. Трофимовой в Моргаушском, Аликовском, Калининском (ныне Вурнарском) и Красноармейском районах ЧАССР. Судя по материалам визуального изучения, среди обследованных 63,5 % могли быть отнесены к субуральскому типу, причём почти в половине случаев из этого числа отмечены более или менее выраженные европеоидные черты. Около 21,1 % составляли представители различных европеоидных типов, как тёмноокрашенных, так и русоволосых и светлоглазых. Первые из них преобладали. Всего 5,1 % обследованных можно было отнести к сублапоноидному типу, отличающемуся относительно низким лицом и широким носом. Наконец, 10,3 % наблюдений было отнесено к монголоидным типам и их смешанным с европеоидными формами. Только 1/3 из этого состава, то есть около 3,5 % на всю группу обследованных, могла быть отнесена к относительно «чистым» монголоидным формам. Монголоидность при этом, субуральского типа, появившаяся, вероятно в результате контактов с югрой (манси) на территории Поволжья в Средние века. Европеоидные и лапоноидные компоненты среди северных чувашей предположительно связаны с местным населением, состоявшим из различных европеоидных (Балановская, Фатьяновская культуры) и древних лапоноидных компонентов (Балахнинская культура и др.) и их смешанных форм (Абашевская культура и др.).
Длинноголовый монголоидный тип с высоким и широким лицом мог быть занесён на территорию Чувашии осевшими там кочевниками из состава гунно-булгарских племён. Вероятность такого предположения подтверждается тем, что черепа гуннов из Суджинского могильника в Ильмовой пади в Забайкалье, а также из раскопок гунно-аварских погребений в Венгрии, характеризуются как раз таким же длинноголовым монголоидным типом. Иначе трудно объяснить у чувашей в настоящее время присутствие ярко выраженного длинноголового монголоидного типа с большими высотными и широтными размерами лица. Смешение этого типа с европеоидными образует формы, сходные с субуральским типом. Вторичное включение в состав чувашского народа длинноголового монголоидного типа в другом его варианте — «палеосибирском» — предположительно, тоже связано с составом гунно-булгарских племён.
Антропология низовых чувашей тяготеет к европеоидным группам Среднего Поволжья. Краниоскопический и краниометрический анализ указывает на бо́льшую европеоидность южных чувашей по сравнению с северными. Население Батыревского и Яльчикского районов является наиболее европеоидным: более тёмная пигментация, рост выше среднего, большой процент высоких переносий и сильной профилировки лица. Всё это обнаруживает в них выраженные черты понтийского типа. Население Первомайского района от батыревцев и яльчикцев отличается более низким ростом, но, как и они, имеет бо́льшую европеоидность в сравнении с верховыми чувашами.

## История
В научном сообществе чувашский язык считается потомком волжско-булгарского языка. Чувашские исторические предания отождествляют предков чувашей с народом сувар, разгромленным монголами: «город Сувар (Сăвар) враги полностью ограбили и сожгли. Поднявших городское население на войну с врагом храброго Пилтепера и его воинов, крепко связав, для четвертования отправили к Патту-хану. На месте прекраснейшего древнего города остались лишь груды камней и золы. Татаро-монголы сопротивлявшихся горожан, каждого девятого из десяти, сожгли на костре, а живых угнали в рабство. Кто не попал в руки врага, перешли через Атǎл („Волга“) и Сǎр („Сура“) и спрятались в сурских лесах».

Что же касается проблемы булгаро-чувашской этноязыковой преемственности, то в настоящее время её можно считать решённой однозначно и положительно. По крайней мере, все тюркологи-компаративисты, вплотную занимавшиеся этой проблемой, в настоящее время признают чувашский язык единственным живым языком булгарской (или огурской) группы тюркских языков [Pritsak, 1955 Вenzing, 1959, I, 685—694; 695—751; Róna-Tas, Fodor, 1973; Ligeti, 1986; Тekin, 1988; Ceylan, 1997; Róna-Tas, 1999; 2011 и др.] C этим положением вынуждены считаться и казанские коллеги [Хакимзянов, 1978; 1987; 1987, 32—48 и др.], но всегда с различными оговорками.— Главный научный сотрудник Института языкознания РАН А. А. Чеченов
Лингвисты признают булгаро-чувашскую этноязыковую общность. В то же время, по результатам историко-культурологических исследований В. В. Николаева, Д. Ф. Мадурова, Ю. Ю. Ювенальева, А. А. Трофимова, в культуре чувашей, в отличие от соседних народов, присутствует пласт, связанный с культурой древних земледельцев Средней Азии.
Проблемами происхождения чувашского народа занимались В. Ф. Каховский, Н. А. Ашмарин, А. П. Салмин, Ю. Ю. Ювенальев, В. В. Николаев и А. А. Трофимов. В работах Д. Ф. Мадуров рассматривался вопрос этногенеза чувашей и выявлялись переднеазиатские черты в чувашской традиционной культуре.
Чуваши входили в Казанское ханство. На чувашской киремети — острове Свияжском, чувашские казаки и мурзы присягнули Ивану IV и помогли отстроить крепость Свияжск, обозначенную на карте 1704 г. Николааса Витсена, город Свияжск обозначен как «Swárski». Здесь, согласно чувашским преданиям, в знак союза с чувашским народом князь Московский Иван IV принёс в жертву свою белую лошадь. За помощь во взятии Казани Иван IV сделал чувашей «государевыми людьми», а потому среди чувашей практически не было холопов. Во время колонизации края на территории современной Чувашии были построены города-крепости: Чебоксары, Алатырь, Цивильск, Ядрин. В то же время, за народные выступления, из опасения, правительство запретило чувашам и марийцам заниматься металлообработкой
В XVI—XVII веках произошёл ряд народно-освободительных восстаний с непосредственным участием чувашей: в 1571—1573 годах, 1609—1610 годах, 1634 году; бунтовали чуваши и в период крестьянских войн под предводительством Степана Разина в 1670—1671 годах и Емельяна Пугачёва в 1774 году. Последствия подавления восстания Екатериной II негативно отразились на численности и менталитете чувашского народа.
Причины и последствия политического влияния на процессы научных исследований в области истории и этнологии чувашей нашли отражение в работах В. А. Шнирельмана, Томохико Уямы, Андреаса Каппелера, Алена Франка.

## Язык

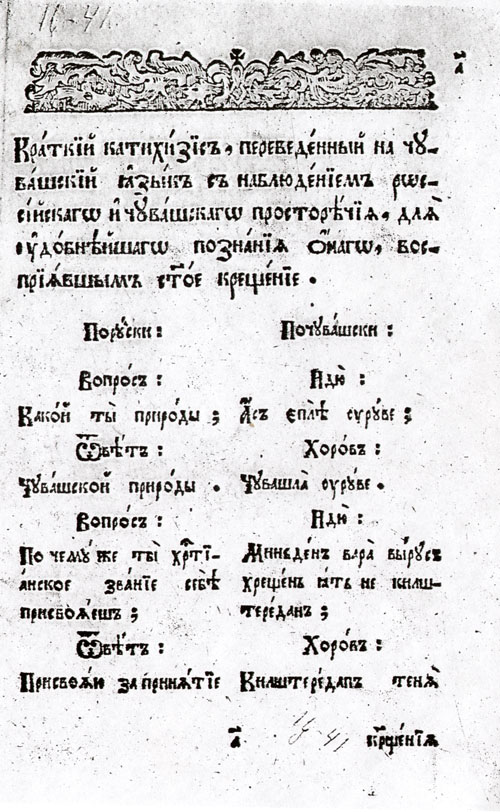
Первая книга на чувашском языке

По своей фонетической структуре чувашский язык занимает особое место среди тюркских, являясь единственным живым языком булгарской группы.
Обследование двух наборов стословников и установление относительной хронологии генеалогических древ тюркских языков на основе лексико-статистических данных, проведённое А. В. Дыбо, показали, что начало распада пратюркского языка связано с отделением булгарского (чувашского) языка от других языков, обычно определяемое как отделение булгарской группы. На обоих генеалогических древах соответствующий первый узел датируется около −30 — 0 гг. до н. э. А. В. Дыбо связывает эту дату с миграцией части хунну из Западной Монголии на запад, через северный Синьцзян в Южный Казахстан, на Сыр-Дарью в 56 г. до н. э.

Первый узел обоих наших генеалогических древ — это отделение чувашского от других языков, обычно определяемое как отделение булгарской группы.— Дыбо A. B. Хронология тюркских языков и лингвистические контакты ранних тюрков. — М.: Академия, 2004. — С. 766.
Довольно сильное отличие чувашского языка (и в меньшей степени халаджского) от других тюркских языков отмечает итальянский историк и филолог Игорь де Ракевильц. По его словам, чувашский язык не разделяет некоторые из общих характеристик тюркских языков до такой степени, что некоторые учёные считают его независимым членом алтайской семьи, как тюркские или монгольские языки, а объединение чувашского с тюркскими языками было компромиссным решением в целях классификации.
Напротив, один из ведущих российских специалистов в области сравнительно-исторического языкознания народов Сибири, Центральной Азии, Дальнего Востока и Северной Америки, доктор филологических наук, ведущий научный сотрудник Центра компаративистики Института восточных культур и античности РГГУ Олег Мудрак считает:

И есть чувашский или булгарский (язык). Это уникальная ветвь внутри тюркских языков. Это самый первый выброс тюркского элемента на запад. Отличается очень сильно лексически, грамматически и фонетически, но является несомненно тюркским языком. Сейчас носители этого языка живут на территории Чувашии. Раньше жили на территории современного Татарстана. Собственно Волжская Булгария и территории с фиксируемым этнонимом булгар и были территориями их пребывания.— Мудрак О. А. Язык во времени. Классификация тюркских языков. — Лекция, 16 апреля 2009 года, проект «Публичные лекции «Полит.ру»

## Культура и обычаи

### Духовная культура

#### Мифология
Согласно чувашской мифологии, мир состоит из трёх частей: верхний мир, средний мир (мир людей) и нижний мир. Каждая часть имела несколько слоёв: три слоя в верхнем, один в среднем мире, и ещё три в нижних мирах.
Земля, согласно мифам, квадратная, причём чуваши живут в её центре. Небосвод посередине поддерживает Мировое древо. С четырёх сторон, по краям земного квадрата, небосвод стоит на четырёх столбах: золотом, серебряном, медном и каменном. На верхушке столбов располагаются гнёзда, в них по три яйца, на яйцах — утки. В каждом углу Земли чуваши помещали богатырей-защитников.
Берега земли омывает океан, причём волны постоянно разрушают берега. Считалось, что конец света наступит, когда край земли дойдёт до чувашей, а также когда исчезнет сам чувашский народ.
Верховный бог Турӑ, по поверьям, находится в верхнем мире. Также в верхнем мире находятся души не родившихся детей — Пӳлех. После смерти душа праведного покойного переходит по узкому мосту на радугу, а затем и в верхний мир. Ада традиционная вера чувашей не знала, но под влиянием христианства оформились представления о том, что душа грешника падала с узкого моста в нижний мир, где в девяти котлах варились души грешных людей. Слуги шуйттана (персонаж взят из ислама) непрестанно поддерживали под котлами огонь. Герои попадали в нижний мир через щели (дыры), называемые какӑр.

#### Религии и традиционная вера
Основой чувашской культуры, его мировоззрения, является традиционная религия чувашей. Она отражает связь с индо-иранским зороастрийским кругом, включает веру в добрых и злых божеств во главе с верховным богом Турӑ и злым божеством Шуйттан.
Верховный бог — Тура (Турӑ), которого не позволялось изображать в антропоморфном виде. Мир населён духами. Религиозный культ чувашей был неразрывно связан с циклом аграрных праздников и земледельческих работ. Новогодний цикл начинался с «Манкун» (Мӑнкун) в конце апреля. Начало солярного года ознаменовывался праздник «Сурхури». Потом за неделю до дня весеннего равноденствия наступал праздник начала летнего полугодия «Саварни» (Ҫӑварни). Аграрный цикл начинает «Акатуй» (низовые чуваши этот праздник также называют сапантуй, а верховые — сухату) — праздник первой борозды. Названный от христианского Семик (седьмая неделя от Пасхи), Симек (Семик) — праздник цветения природы, общественные поминки. После сева хлебов в июне наступал месяц праздников и свадеб. Праздник-освящение нового урожая — Чӳклеме — проводился в день осеннего солнцестояния.
Ритуальным напитком чувашей считается с молитвами пиво сӑра. Существуют разнообразные виды сӑра курки — пивных ковшей, основным из которых считается ковш «козьмодемьянского типа» — курка. Хӗр сӑри — девичник («девичье пиво») — вечеринка, устраиваемая девушками в складчину по окончании сельскохозяйственных работ осенью. В ноябре—декабре месяц поминовения, к которым готовится обрядовое автан сӑри — пиво, сваренное к поминкам. Чуваши часто поминали умерших родственников, так как все неприятности и болезни они приписывали гневу духов умерших.
Ещё Д. Месарош отметил наличие единого бога у чувашей:
Южные чуваши Бога называют Турӑ, северные — Торӑ. Относительно понятия Бога у чувашей русская специальная литература до сих пор была в заблуждении. Язычеству или «чёрной магии» она приписывала бесчисленных духов, несмотря на то, добрые они или злые, а также прочие плоды воображения. Со своим неполным знанием языка и предмета туманные названия некоторых болезней тоже воспринимали как названия духов. Различались у них главный Бог (Турӑ) и множество духов нижнего чина.
Под влиянием ислама в чувашских сказках и мифологии появляется шуйттан. Появление этого мусульманского персонажа дало повод говорить о дуализме в чувашской вере:
Однажды, когда разразилась гроза, крестьянин ходил с ружьём по берегу речки. На небе гром гремел, а шуйттан, издеваясь над Богом, бился задом вверх в сторону неба. Крестьянин, увидев это, взял ружьё и выстрелил в него. Шуйттан упал от выстрела. Греметь перестало, Бог спустился с неба перед крестьянином и заговорил:

— Ты оказался сильнее даже меня. Я уже семь лет, как преследую шуйттана, но до сих пор ни разу ещё не мог поймать его.
Также у чувашей были и другие верования, одним из самых значимых является поклонение деревенским святыням ырсамай (киреметь). Киреметь представлял собой святое место на возвышенности, рядом с чистым питьевым источником. Как символ жизни в таких местах использовали дуб, ясень или другое крепкое и высокое живое дерево. Вера чувашского народа своеобразна, но имеет много параллелей с традиционными верованиями народов Поволжья. В ней довольно заметно влияние ислама (например, Киреметь, Киямат), а сегодня многое подменяется христианством.
В XVIII веке чуваши, согласно указу о «Насильственном крещении народов Поволжья», подверглись массовой христианизации.

### Традиционная культура

#### Земледелие
Земледелие — традиционное занятие чувашей. Они сеяли пшеницу, ячмень, просо, горох, полбу, чечевицу, коноплю, лён, рожь, бобы на своих землях, используя трёхпольную систему. Это значит, что одну часть поля засевали яровыми культурами, вторую часть засевали озимыми культурами, а третью часть просто вспахивали, не засеивая, — она отдыхала. На другой год (или через 2—3 года) поля меняли. Землю пахали тяжёлыми плугами, а для повторной обработки использовали более лёгкие орудия, а позднее — соху «русского типа». Зерновые культуры шли людям в пищу в виде крупы, муки, солода. Солома использовалась при изготовлении крыш домов, глиняных кирпичей, для подстилки и кормов животным.

#### Животноводство
Животноводство остаётся ведущей отраслью сельского хозяйства республики. В хозяйствах Чувашии выращивают крупный рогатый скот, свиней, овец, птиц. В некоторых хозяйствах сохранилось коневодство.
В структуре животноводства преобладает крупный рогатый скот, который имеет мясо-молочное направление. В сельскохозяйственных предприятиях республики на 2000 г. насчитывалось крупного рогатого скота около 212 тыс. голов, в том числе коров — более 70 тыс., свиней — около 199 тыс. и овец — 39 тыс. В производстве занято около 113 тыс. чувашей, что составляет около 20 % всех работающих в отраслях экономики Чувашии. Всего в республике насчитывается 466 сельскохозяйственных предприятий, которые представлены различными формами собственности (кооперативные хозяйства, ТОО, ЗАО, ОАО, муниципальные предприятия и др.), а также 1150 крестьянских (фермерских) хозяйств.

#### Ремёсла
Издревле у чувашей было высоко развито ремесло. Оно выделилось в отдельные отрасли производства, то есть мастера могли зарабатывать себе на жизнь только своим делом и им не надо было выращивать хлеб и скот.
Ремесленники выплавляли металл, в том числе сталь повышенного качества и изготавливали орудия труда, разнообразные части повозок и телег, замки, гвозди, посуду, украшения, вооружение и т. д. Чувашские мастера умели делать «самозатачивающиеся» долота и ножи — между двух полос мягкого железа помещали слой из закалённой, крепкой стали. Во время эксплуатации железные полосы изнашивались быстрее, чем стальной слой, поэтому он как бы всегда выступал над поверхностью и служил режущей кромкой.

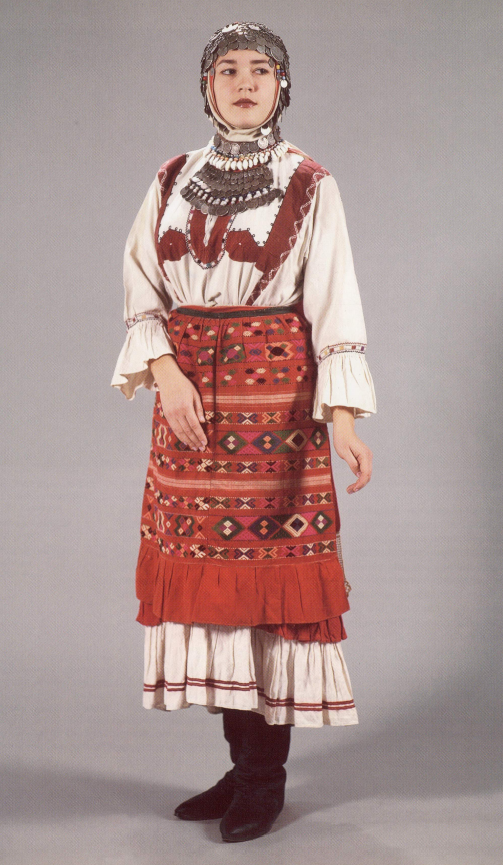
Костюм замужней чувашки Анатри. Конец XIX века.

### Материальная культура

#### Жильё
Поселения (ял) имели кучевую планировку, делились на (кас), располагались гнёздами, на юге — вдоль рек. У низовых чувашей — насчитывали до 1000 дворов, у верховых до 70. Усадьба имела передний (карти́ш) и задний (анкарти́) дворы, состояла из жилого дома (пӳрт, ҫурт), конюшни, хлева (витé), летней кухни (лаҫ). Характерной чертой чувашской избы (пӳрт) является наличие отделки луковицей вдоль конька крыши и больших въездных ворот (мӑн алӑк). Печь глинобитная с котлом над открытым шестком, ставилась у входа устьем к передней стене. Срубное жилище с пристроенными сенями и клетью, появились с XIX века.

#### Костюм
Одежда традиционного типа имела разнообразные формы и варианты. Кроме утилитарного назначения — защиты тела от воздействий наружной среды — она обладала символическими и ритуальными функциями.
Материалом для одежды чувашей служили холст, домотканое сукно, покупные ткани, войлок, кожа. Для обуви использовались также липовое лыко, луб, дерево. Материал для одежды изготовлялся в основном в домашнем хозяйстве. Из конопли и льна ткали холст. Праздничную одежду шили из тонкого холста (ҫинҫе пир), а из холста среднего качества (вӑтам пир) — рабочие рубахи, шаровары. Тонкое сукно из овечьей шерсти (тала) шло на праздничные и свадебные кафтаны (сӑхман), грубое — на обычные кафтаны и чапаны.
В ансамбль женской одежды входит: кӗпе (рубашка) с нагруд. медальонами кӗскӗ, шупӑр (вид халата), чӗр ҫитти (передник), пиҫиххи (пояс), платки, атӑ (сапоги), тӑла (онучи, белые у низовых и средненизовых, чёрные у верховых), головной убор у девушек — тухья с закрытым, конусообразным или хушпу с открытым верхом у замужних женщин, сурпан и сурпан тутри (женские полотенцеобразные повязки), чалма (повязка поверх сурпана), масмак (налобная повязка). К чувашским украшениям с монетами, бусами и бисерным шитьём относятся теветь (чересплечная перевязь), сӑрка (подвеска), алка (серьги), шӑрҫа (бусы), мӑя (ожерелье), ама, шӳлкеме, сурпан ҫакки (нагрудные украшения), ҫӗрӗ (кольцо), сулӑ (браслет), яркӑч (набедренники), сарӑ (поясной наряд замужних женщин), ҫӳҫ хӳри (нахвостник), ҫӳҫ туни тенки (накосник), енчӗк (кошелёчек для зеркала и монет), тӗкӗр (поясное зеркальце) и др. Мужчины носили кӗпе (рубашка), йӗм (штаны), атӑ (сапоги), ҫӑматӑ (валенки), ҫӑпата (лапти), калпак (шляпу), а жених — ҫулӗк, кӗрӳ тутри (вышитый наспинный платок с бахромой), в руке держал саламат (нагайку). Мальчиков одевали идентично взрослым, но без принадлежностей ритуального характера.

## Расселение чувашей в России

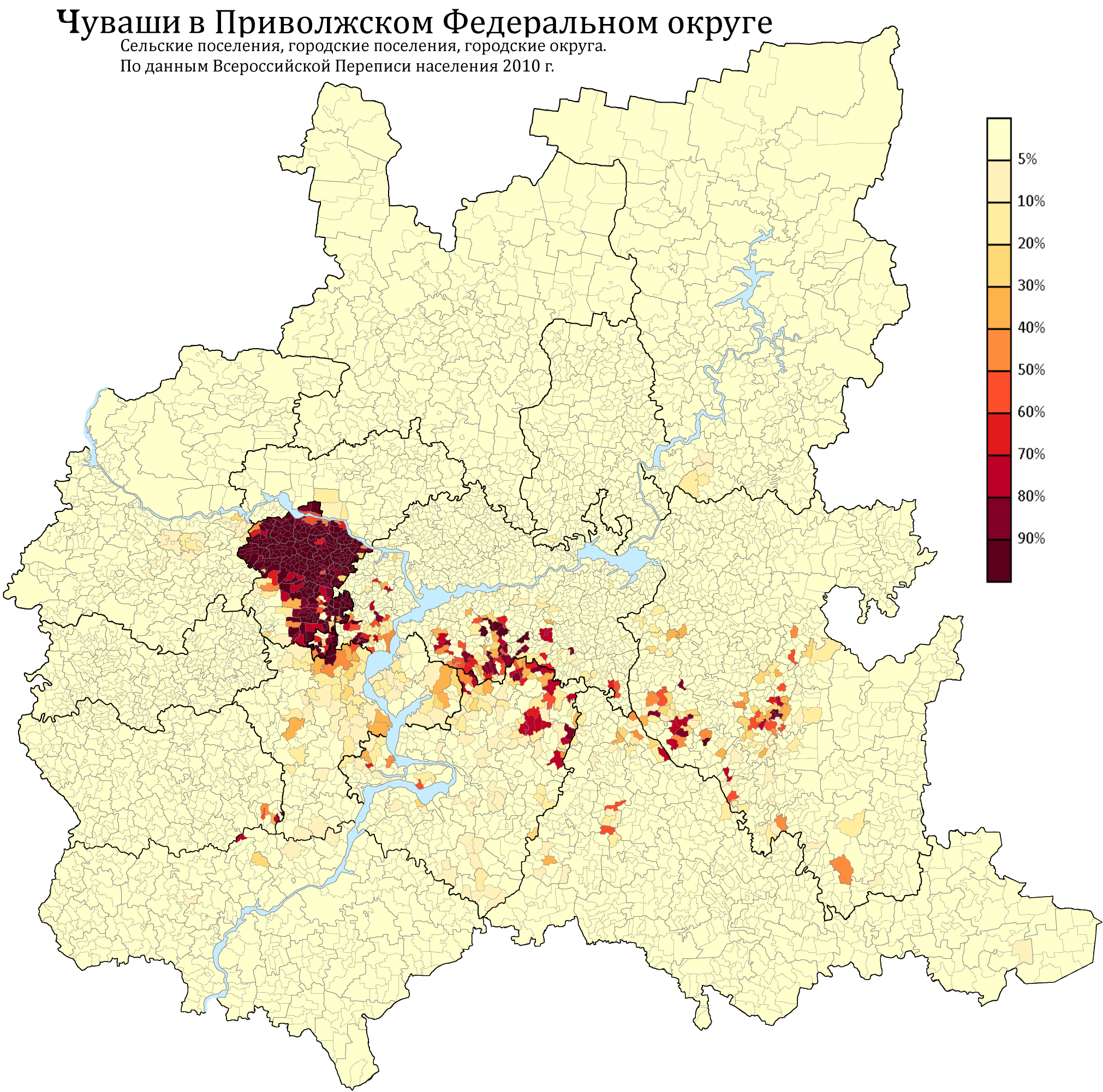
Расселение чувашей в Приволжском федеральном округе по городским и сельским поселениям в %, перепись 2010 г.
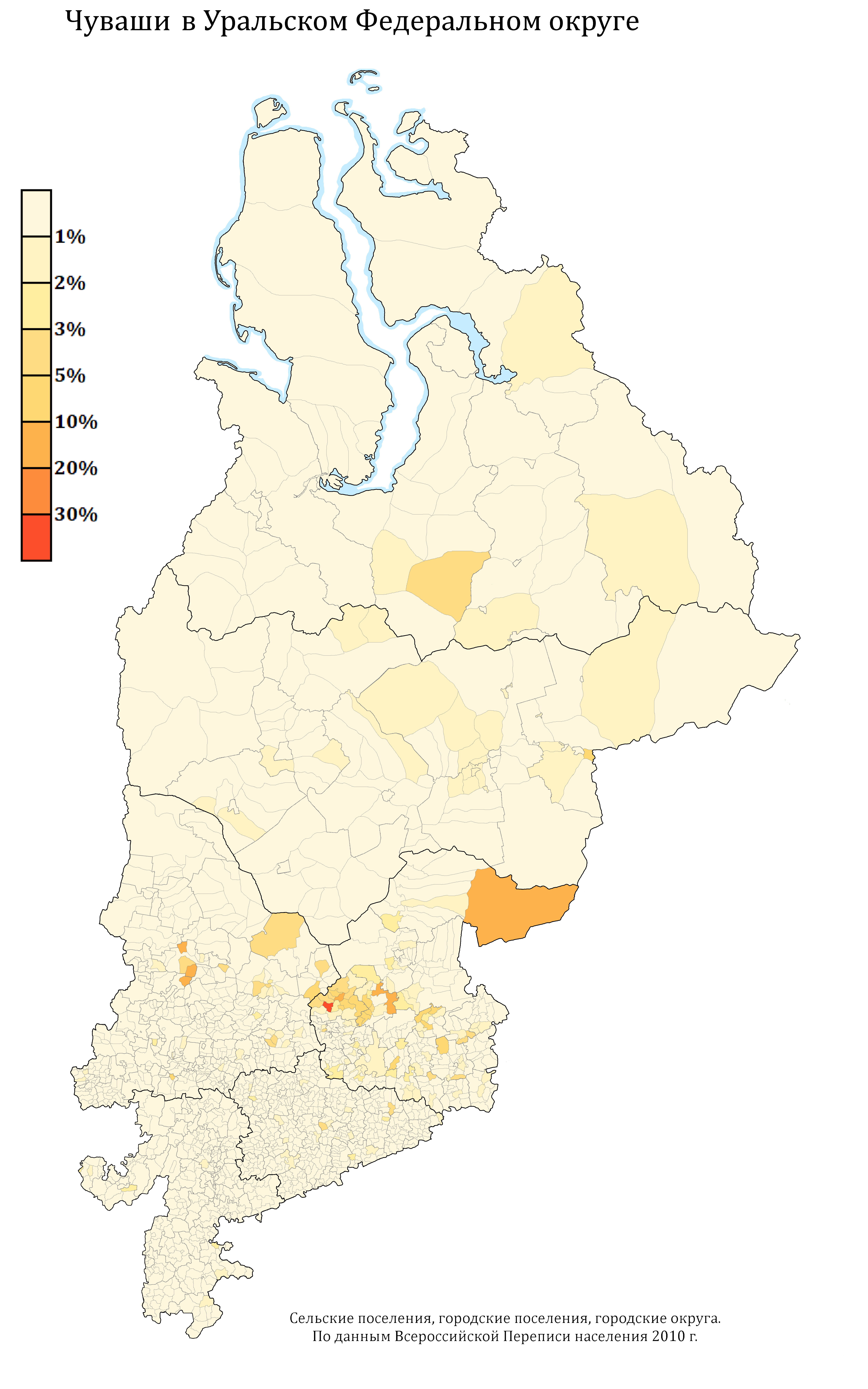
Расселение чувашей в Уральском федеральном округе по городским и сельским поселениям в %, перепись 2010 г.
Расселение чувашей в СФО по городским и сельским поселениям в %, перепись 2010 г.

Доля чувашей по субъектам России (перепись населения 2010)

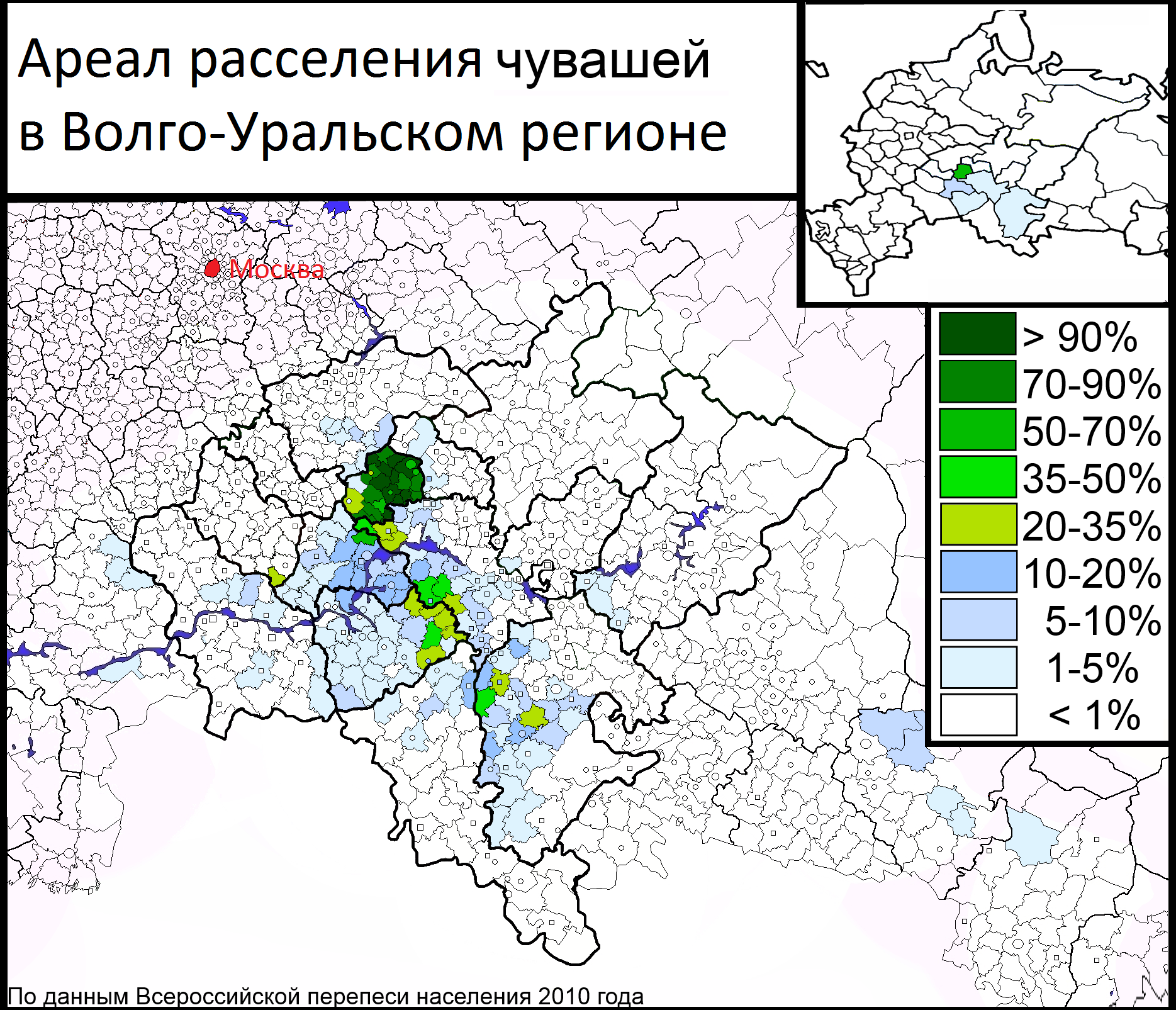
Ареал расселения чувашей в Волго-Уральском регионе. По данным Всероссийской переписи населения 2010 года

По результатам переписи 2020 года в Российской Федерации насчитывалось 1 067 139 чувашей.
По результатам переписи 2002 года в Российской Федерации насчитывалось 1 637 200 чувашей; 889 268 из них жили в Чувашской Республике, составляя 67,69 % населения республики. Чуваши живут также в Татарстане, в Башкортостане, Самарской, Ульяновской областях, а также в Москве, Саратовской, Тюменской, Ростовской, Волгоградской, Кемеровской, Новосибирской, Иркутской, Читинской, Оренбургской, Московской, Ярославской, Пензенской, Ивановской областях России, Красноярском и Пермском краях и других регионах.
По результатам всероссийской переписи населения в 2010 году в период с 2002 по 2010 год в Российской Федерации численность чувашей уменьшилась до 1 435 872 человек — почти на 202 тысяч человек (на 14 %), в том числе в Чувашской Республики на 75 тысяч человек, то есть понизилась до уровня 1955 года.

## Общественные организации

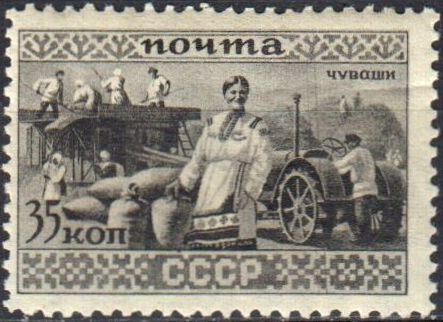
Серия «Народы СССР» (чуваши), почтовая марка СССР 1933 года

В 2005 году за пределами Чувашской Республики было зарегистрировано 67 чувашских национально-культурных автономий. По состоянию на 1 января 2009 года, их количество увеличилось и достигло 79. Чувашские национально-культурные автономии образованы в 29 субъектах Российской Федерации (в том числе в 12 субъектах ПФО) и 6 зарубежных странах.
Национально-культурные общества, союзы, автономии и иные формы объединений, действующие на территории Чувашской Республики, Российской Федерации, стран СНГ и мира объединяет Чувашский национальный конгресс.

## Чуваши в филателии
В 1933 году в СССР была выпущена этнографическая серия почтовых марок «Народы СССР». Среди них была марка, посвящённая чувашам.

## Галерея фотографий

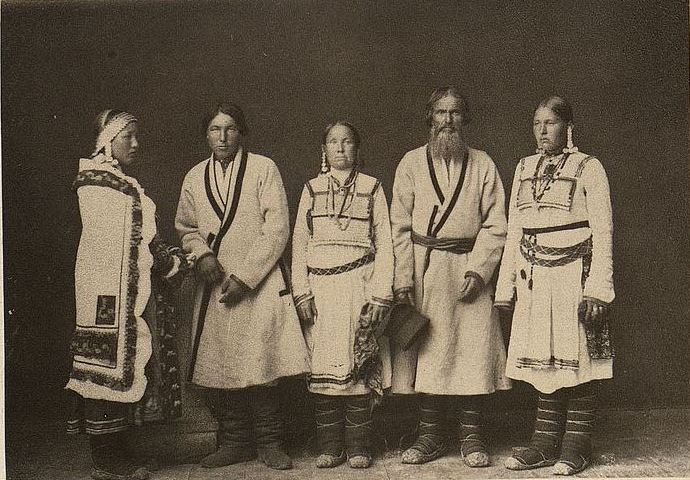
Верховая группа чуваш, наряд невесты. 1870
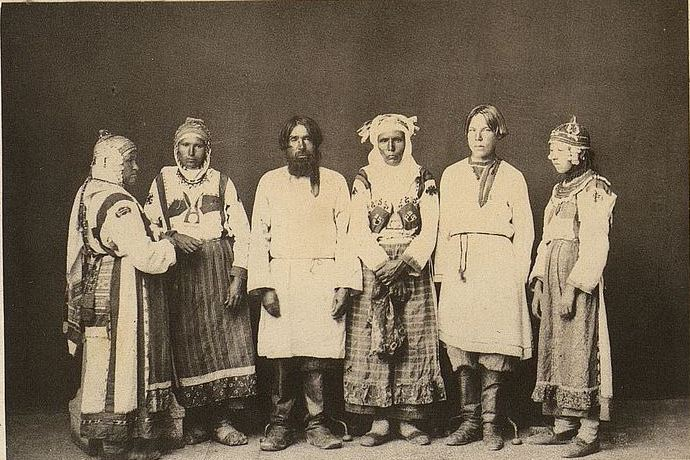
Низовая группа чуваш, костюм, хушпу и тухья. 1870
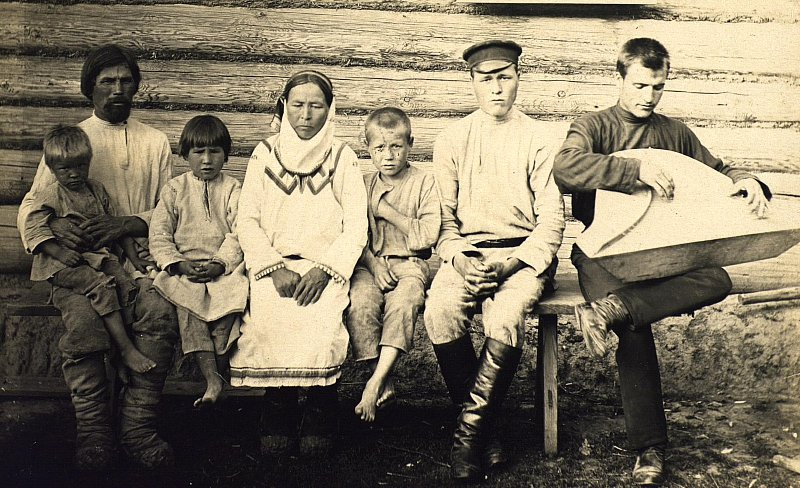
Группа чувашей. Чуваши верховые. Казанская губ., Чебоксарский уезд. Начало XX в.
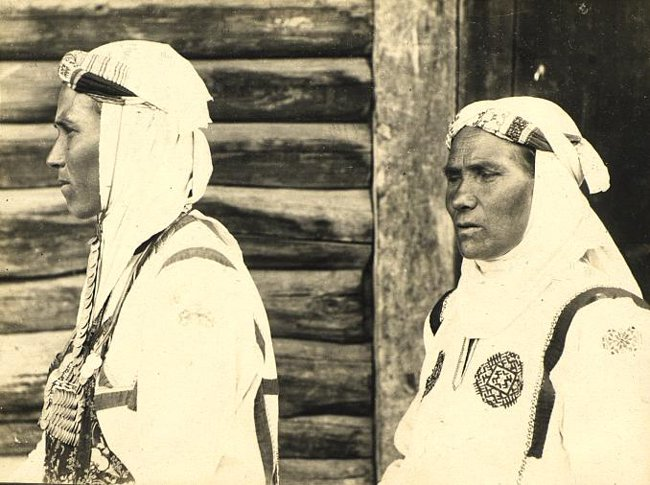
Образец головного убора замужней женщины. Чуваши средненизовые. Казанская губ., Цивильский уезд. Начало XX в.
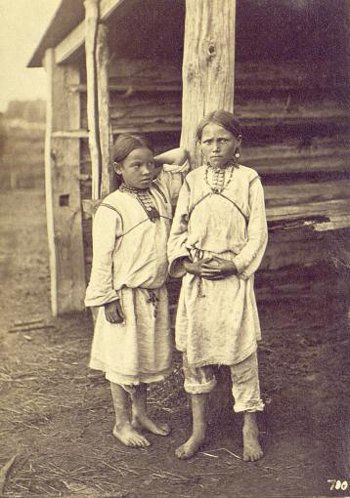
Чувашские девочки в традиционном костюме. Конец XIX в.
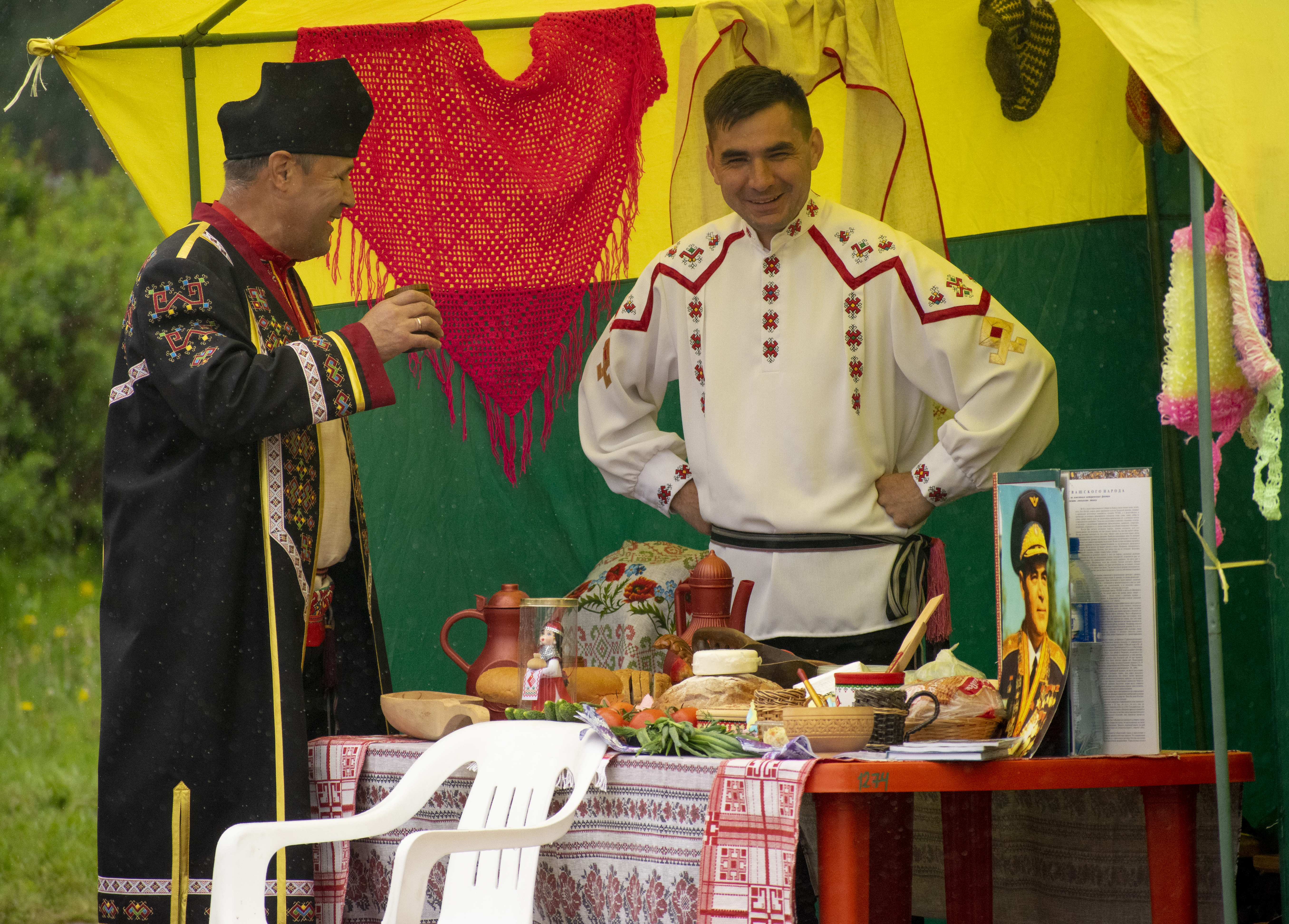
Чувашская палатка с национальной кухней
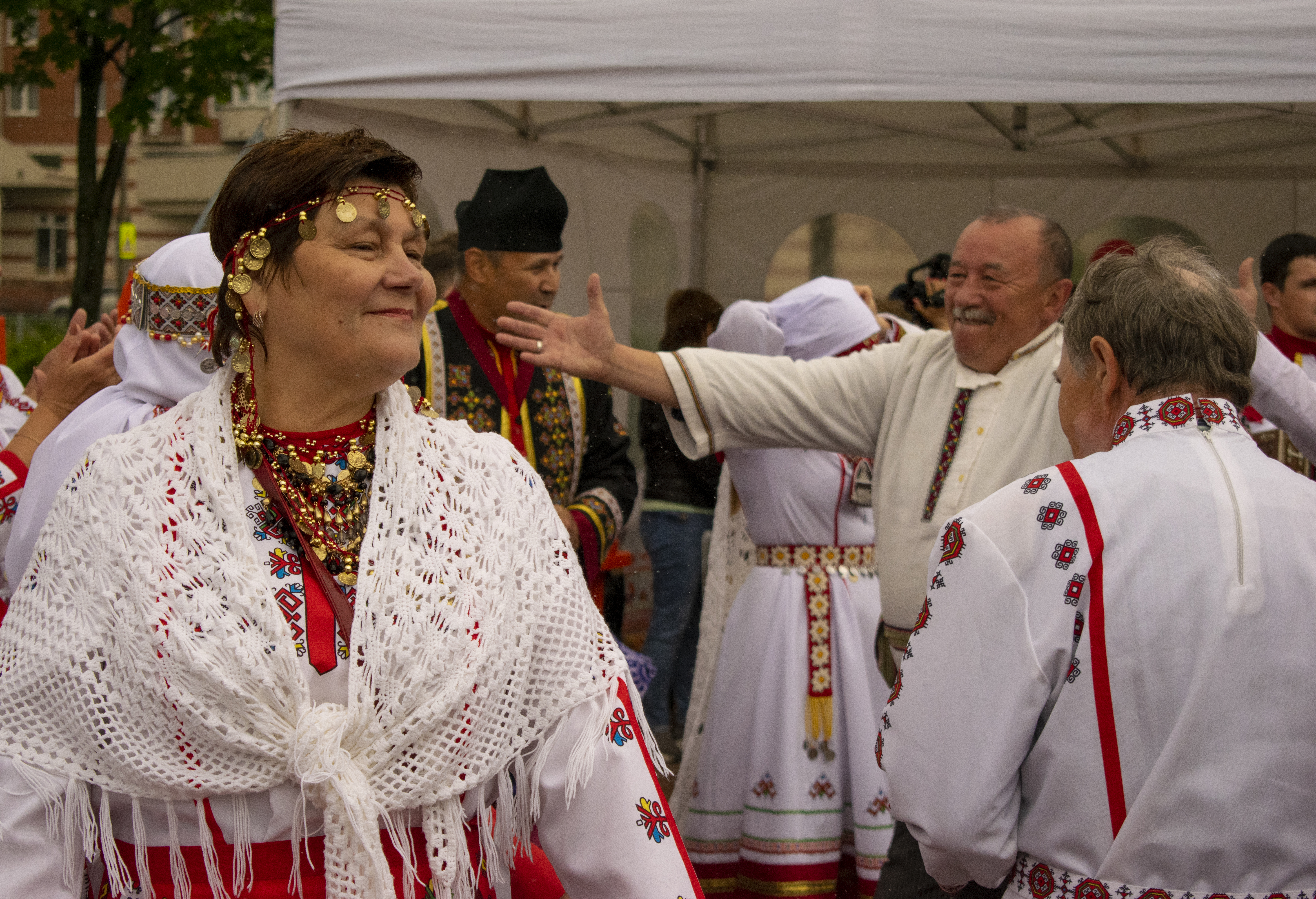
Чуваши в национальном танце
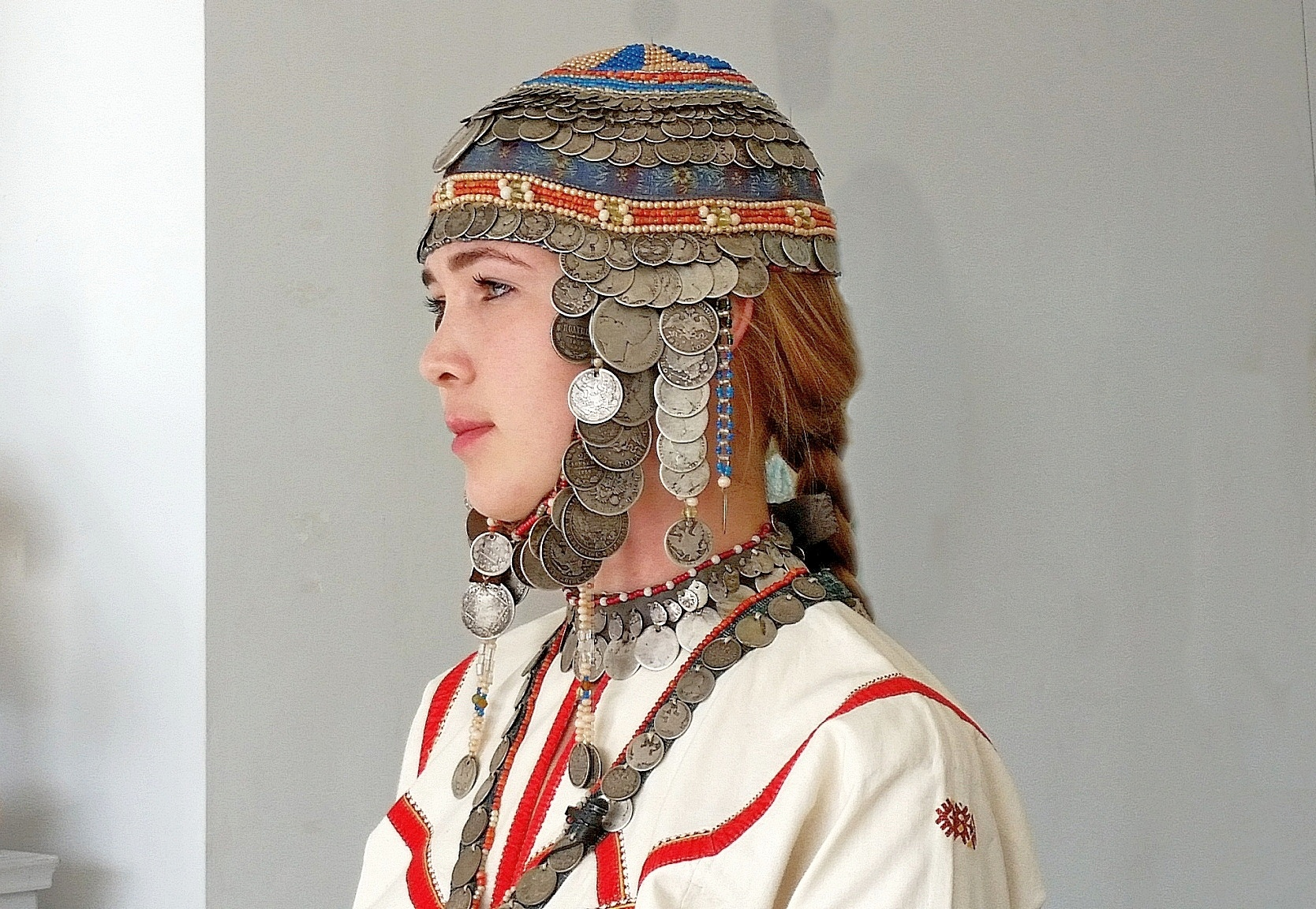
Средненизовая этнографическая группа (анат енчи). Головной убор девушки «тухья».
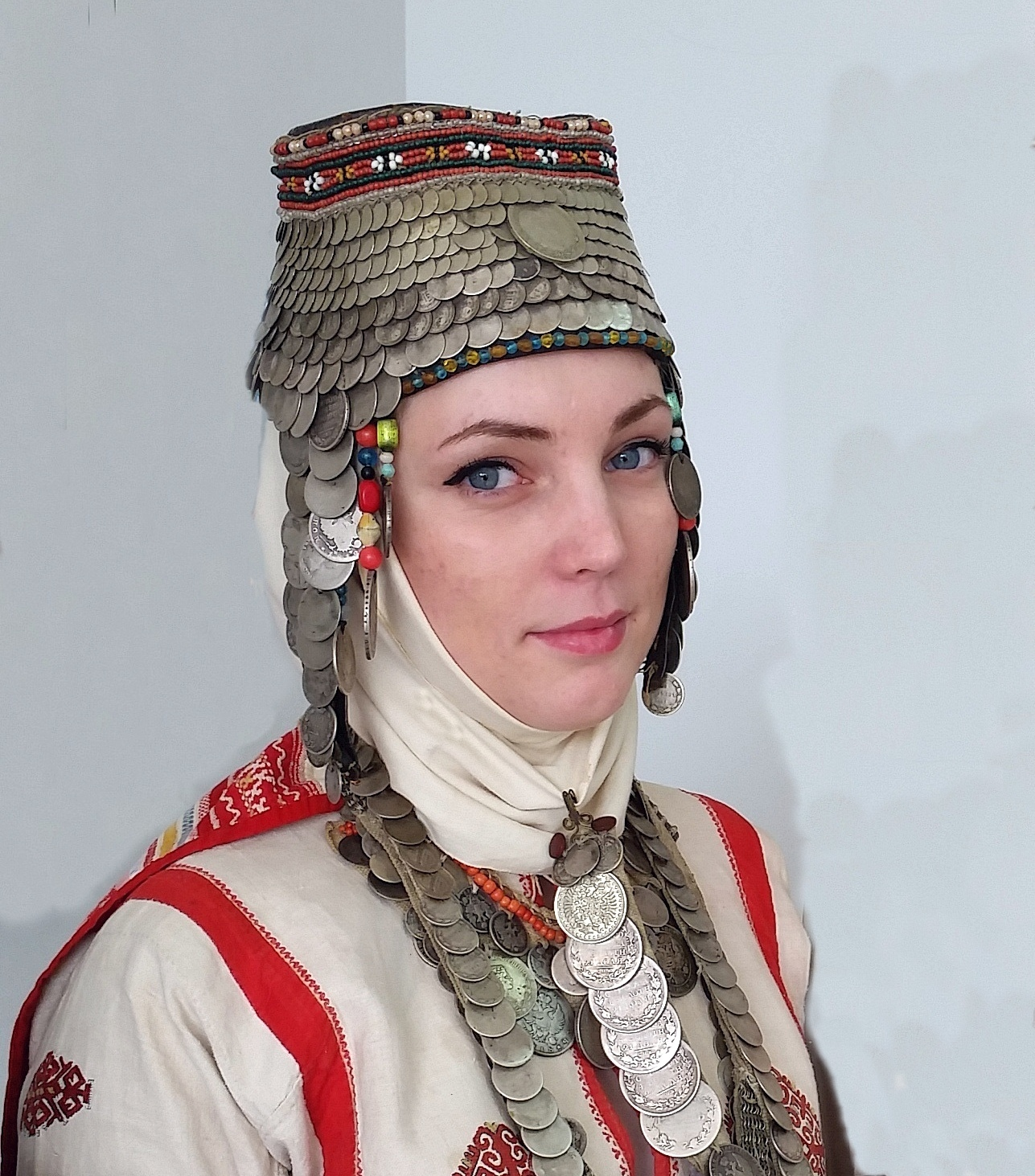
Головной убор женщины «хушпу». Средненизовая этнографическая группа (анат енчи).
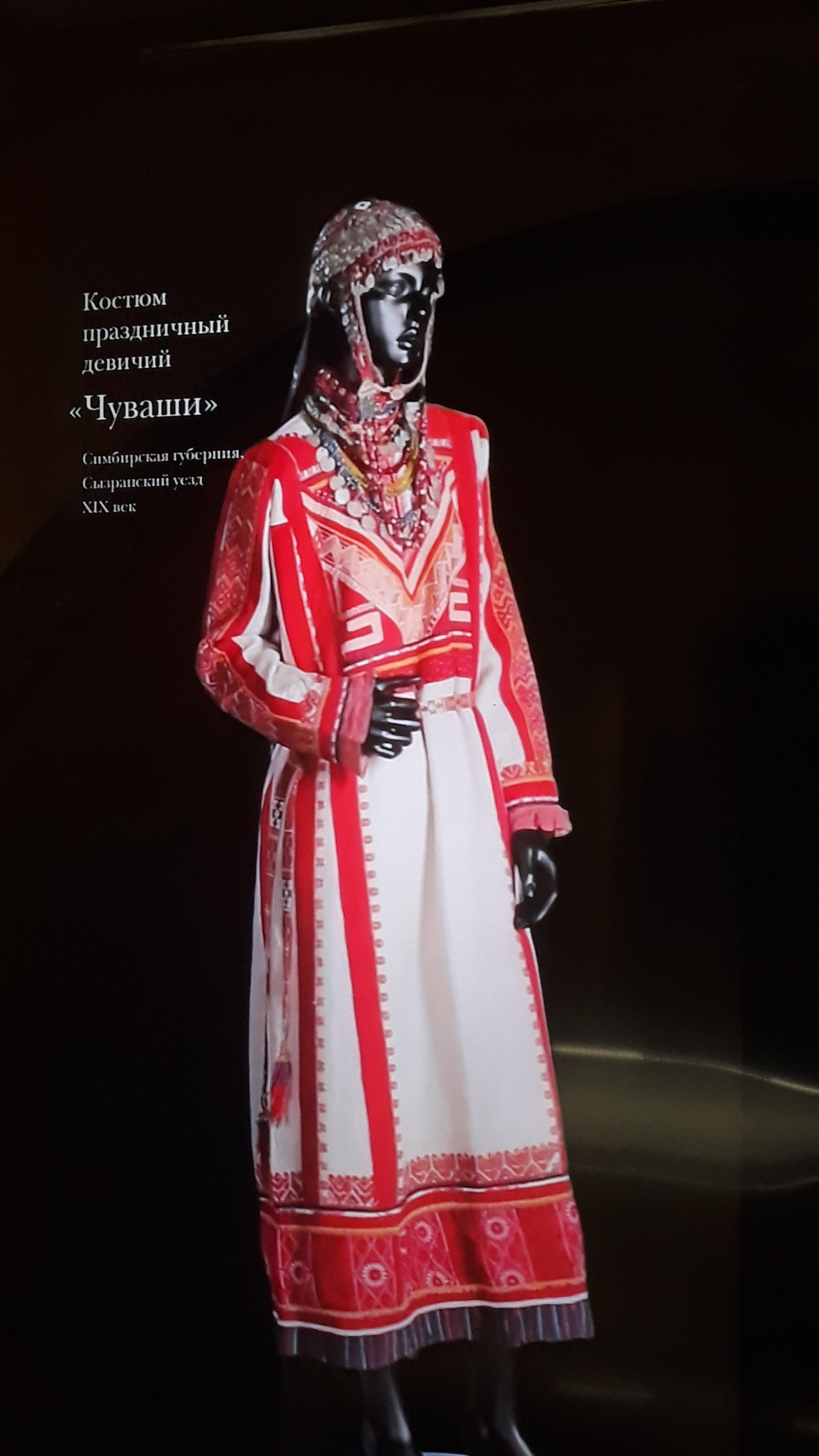
Костюм (вид спереди)
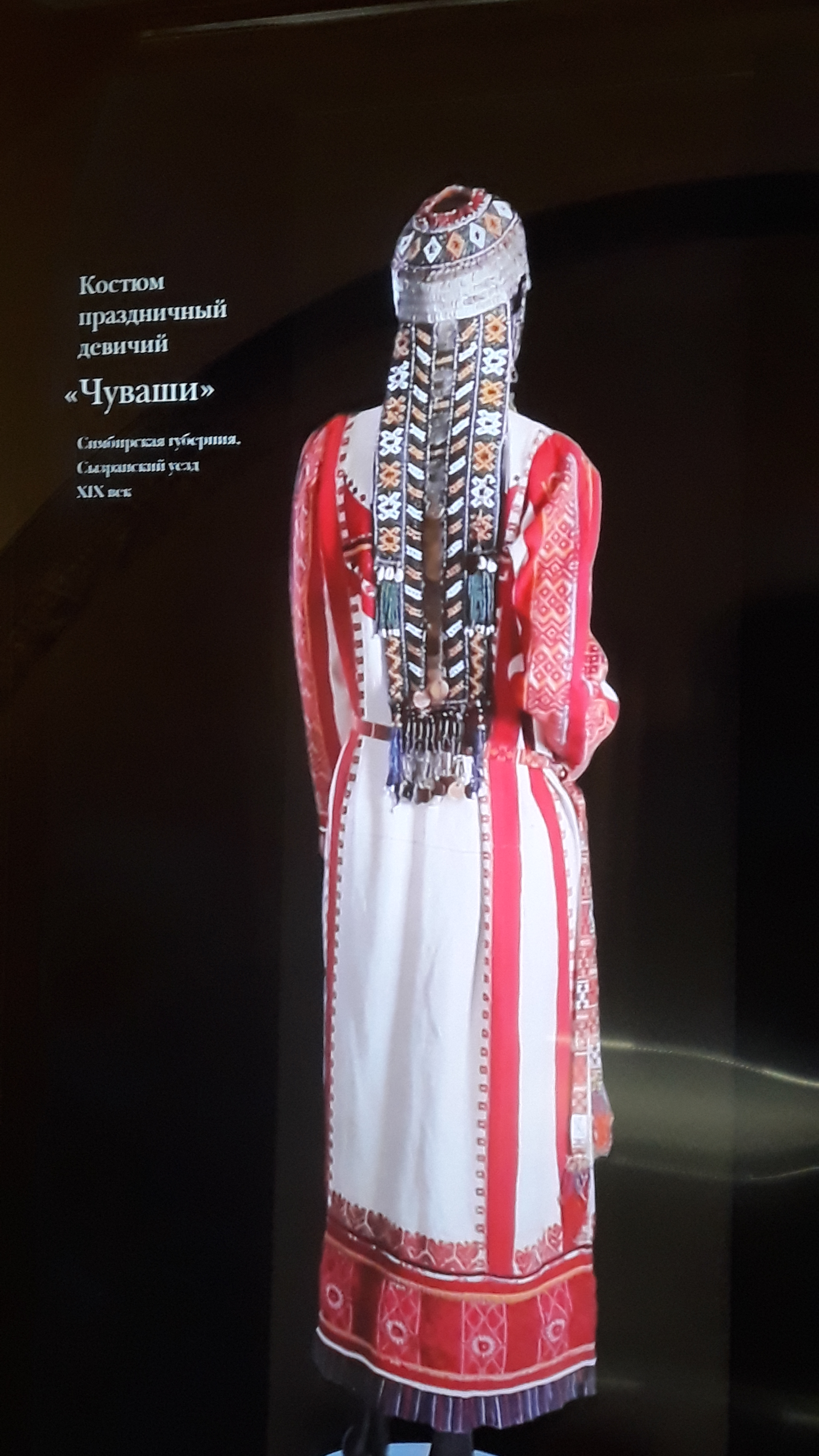
Костюм (вид сзади)
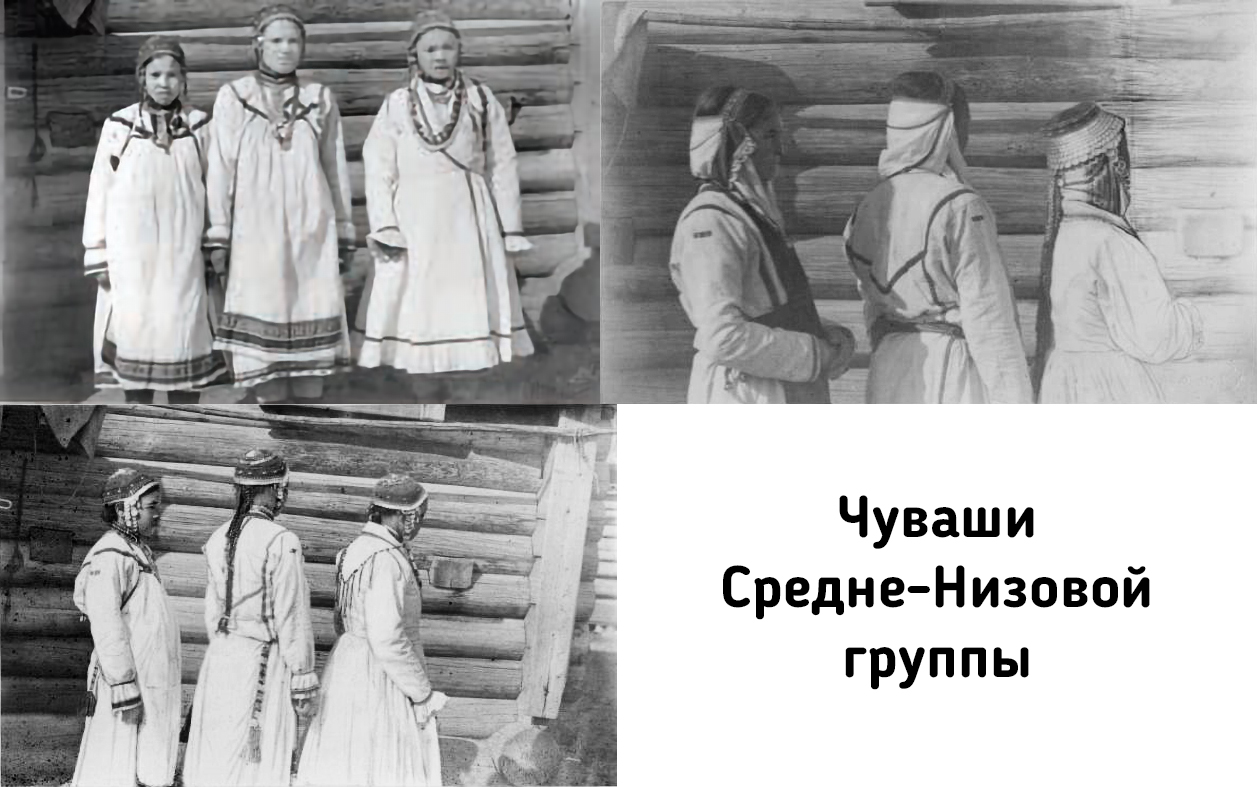
Чувашские девушки средне-низовой группы XIX в.
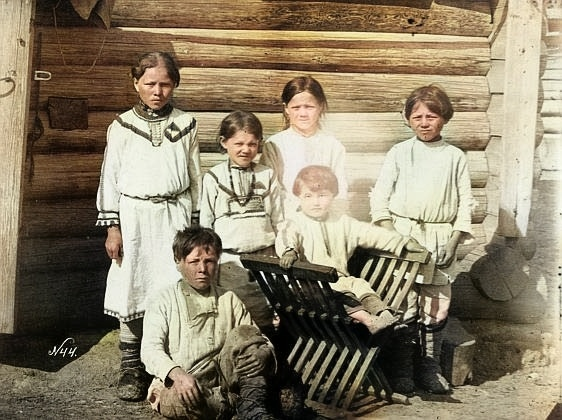
Чувашские дети средне-низовой группы XIX в.